# عفیفه فارفانی
عفیفه فارفانی (آوایش و نگارش کهن: عفیفه فارفانیّه) (۱۱۱۶ - ۱۱۳۸) (نسب: عفیفه بنت احمد بن عبدالقادر) بانوی محدث ایرانی اصفهانی در سدهٔ ششم هجری بود. ضیاءالدین مقدسی از شاگردان برجستهٔ او به شمار می‌رفت.